# Michele Arcari
Michele Arcari (Cremona, 27 giugno 1978) è un allenatore di calcio ed ex calciatore italiano, di ruolo portiere, preparatore dei portieri del Mantova.

## Biografia
Originario di Annicco, in provincia di Cremona, è laureato in Scienze motorie.

## Carriera

### Club
Nella stagione 2009-2010 è titolare nel Brescia che conquista la promozione in Serie A. Nella stagione 2010-2011 parte invece riserva del neo-acquisto Matteo Sereni. Tuttavia, complici gli infortuni di quest'ultimo, a metà campionato riconquista il posto da titolare.
Debutta in Serie A a 32 anni in Brescia-Napoli (0-1) del 31 ottobre 2010, partita nella quale gioca al posto del portiere Matteo Sereni infortunato.
Nella stagione 2011-2012 con l'arrivo del nuovo allenatore Alessandro Calori gli viene affidato il ruolo di primo portiere a scapito del giovane portiere Nicola Leali.
Il 26 febbraio 2012 nella gara Brescia-Torino dopo 30 minuti di gioco batte il record di imbattibilità di 750 minuti che apparteneva a Giuseppe Peruchetti. Lo stesso giorno batte anche il record stagionale d'imbattibilità a livello dei campionati professionistici d'Europa, raggiungendo quota 810 minuti senza subire reti e superando il portiere del Bayern Monaco, Manuel Neuer, che si era fermato a 771 minuti. La sua imbattibilità finisce il 10 marzo 2012 durante la partita Brescia-Padova (1-2), fermandosi a quota 907 minuti senza subire reti.
Il 29 giugno 2017 annuncia il ritiro dal calcio giocato, entrando a far parte dello staff tecnico del settore giovanile del club lombardo.

## Statistiche

### Presenze e reti nei club
| Stagione             | Squadra              | Campionato           | Campionato | Campionato | Coppe nazionali | Coppe nazionali | Coppe nazionali | Coppe continentali | Coppe continentali | Coppe continentali | Altre coppe | Altre coppe | Altre coppe | Totale | Totale |
| Stagione             | Squadra              | Comp                 | Pres       | Reti       | Comp            | Pres            | Reti            | Comp               | Pres               | Reti               | Comp        | Pres        | Reti        | Pres   | Reti   |
| -------------------- | -------------------- | -------------------- | ---------- | ---------- | --------------- | --------------- | --------------- | ------------------ | ------------------ | ------------------ | ----------- | ----------- | ----------- | ------ | ------ |
| 1997-1998            | Fidenza              | CND                  | 30         | -31        | -               | -               | -               | -                  | -                  | -                  | -           | -           | -           | 30     | -31    |
| 1998-1999            | Cremonese            | B                    | 11         | -16        | CI              | 0               | 0               | -                  | -                  | -                  | -           | -           | -           | 11     | -16    |
| 1999-2000            | Cremonese            | C1                   | 23         | -24        | CI+CI-C         | 4+0             | -6              | -                  | -                  | -                  | -           | -           | -           | 27     | -30    |
| ago.-ott. 2000       | Cremonese            | C2                   | 3          | -3         | CI-C            | 0               | 0               | -                  | -                  | -                  | -           | -           | -           | 3      | -3     |
| Totale Cremonese     | Totale Cremonese     | Totale Cremonese     | 37         | -43        |                 | 4               | -6              |                    | -                  | -                  |             | -           | -           | 41     | -49    |
| ott. 2000-2001       | Lecco                | C1                   | 13         | -14        | CI-C            | -               | -               | -                  | -                  | -                  | -           | -           | -           | 13     | -14    |
| 2001-2002            | Lecco                | C1                   | 30         | -32        | CI-C            | 0               | 0               | -                  | -                  | -                  | -           | -           | -           | 30     | -32    |
| Totale Lecco         | Totale Lecco         | Totale Lecco         | 43         | -46        |                 | 0               | 0               |                    | -                  | -                  |             | -           | -           | 43     | -46    |
| 2002-2003            | Pizzighettone        | D                    | 31         | -27        | CI-D            | 0               | 0               | -                  | -                  | -                  | -           | -           | -           | 31     | -27    |
| 2003-2004            | Pizzighettone        | C2                   | 32+2       | -27 + -6   | CI-C            | 0               | 0               | -                  | -                  | -                  | -           | -           | -           | 34     | -33    |
| 2004-2005            | Pizzighettone        | C2                   | 32+4       | -30 + -3   | CI-C            | 0               | 0               | -                  | -                  | -                  | -           | -           | -           | 36     | -33    |
| Totale Pizzighettone | Totale Pizzighettone | Totale Pizzighettone | 95+6       | -84 + -9   |                 | 0               | 0               |                    | -                  | -                  |             | -           | -           | 101    | -93    |
| 2005-gen. 2006       | Pro Patria           | C1                   | 17         | -18        | CI+CI-C         | 1+0             | -1              | -                  | -                  | -                  | -           | -           | -           | 18     | -19    |
| gen.-giu. 2006       | Brescia              | B                    | 12         | -16        | CI              | -               | -               | -                  | -                  | -                  | -           | -           | -           | 12     | -16    |
| 2006-2007            | Pro Patria           | C1                   | 26         | -34        | CI-C            | 0               | 0               | -                  | -                  | -                  | -           | -           | -           | 26     | -34    |
| Totale Pro Patria    | Totale Pro Patria    | Totale Pro Patria    | 43         | -52        |                 | 1               | -1              |                    | -                  | -                  |             | -           | -           | 44     | -53    |
| 2007-2008            | Brescia              | B                    | 7          | -9         | CI              | 0               | 0               | -                  | -                  | -                  | -           | -           | -           | 7      | -9     |
| 2008-2009            | Brescia              | B                    | 6+1        | -9 + -1    | CI              | 1               | -1              | -                  | -                  | -                  | -           | -           | -           | 8      | -11    |
| 2009-2010            | Brescia              | B                    | 42+4       | -44 + -2   | CI              | 2               | -1              | -                  | -                  | -                  | -           | -           | -           | 48     | -47    |
| 2010-2011            | Brescia              | A                    | 22         | -29        | CI              | 2               | -5              | -                  | -                  | -                  | -           | -           | -           | 24     | -34    |
| 2011-2012            | Brescia              | B                    | 26         | -23        | CI              | 0               | 0               | -                  | -                  | -                  | -           | -           | -           | 26     | -23    |
| 2012-2013            | Brescia              | B                    | 40+2       | -47 + -2   | CI              | 1               | -2              | -                  | -                  | -                  | -           | -           | -           | 43     | -51    |
| 2013-2014            | Brescia              | B                    | 10         | -11        | CI              | 1               | -1              | -                  | -                  | -                  | -           | -           | -           | 11     | -12    |
| 2014-2015            | Brescia              | B                    | 28         | -43        | CI              | 1               | -2              | -                  | -                  | -                  | -           | -           | -           | 29     | -45    |
| 2015-2016            | Brescia              | B                    | 3          | -6         | CI              | 0               | 0               | -                  | -                  | -                  | -           | -           | -           | 3      | -6     |
| 2016-2017            | Brescia              | B                    | 10         | -17        | CI              | 0               | 0               | -                  | -                  | -                  | -           | -           | -           | 10     | -17    |
| Totale Brescia       | Totale Brescia       | Totale Brescia       | 206+7      | -254 + -5  |                 | 8               | -12             |                    | -                  | -                  |             | -           | -           | 221    | -271   |
| Totale carriera      | Totale carriera      | Totale carriera      | 454+13     | -510 + -14 |                 | 13              | -19             |                    | -                  | -                  |             | -           | -           | 480    | -543   |

## Palmarès

### Club

#### Competizioni nazionali
- Serie D: 1

Pizzighettone: 2002-2003